# Oberweiler-Tiefenbach
Oberweiler-Tiefenbach è un comune di 264 abitanti della Renania-Palatinato, in Germania, sulle rive del fiume Lauter.
Appartiene al circondario (Landkreis) di Kusel (targa KUS) ed è parte della comunità amministrativa (Verbandsgemeinde) di Lauterecken-Wolfstein.